# خموسة (شبام)
'

تعديل مصدري - تعديل

خموسة هي إحدى قرى عزلة شبام بمديرية شبام التابعة لمحافظة حضرموت، بلغ تعداد سكانها 124 نسمة حسب تعداد اليمن لعام 2004.